# Leksikon
Leksikon (grško λεξικόν, besednjak) je besedni (pojmovni) priročnik, v katerem so gesla (leksemi) razvrščena po abecednem vrstnem redu ter pojasnjena. Leksikon je namenjen uporabniku, ki ni strokovnjak, saj na splošno razumljiv način kratko razlaga najpomembnejše pojme iz različnih področij človeškega znanja. Posamezno geslo v leksikonu se imenuje leksem (iz grškega lexis, beseda). Leksem predstavlja temeljno poimenovalno enoto jezikovnega sistema.

## Leksikon in enciklopedija
Od enciklopedije se leksikon razlikuje predvsem po tem, da so opisi pod gesli krajši in bolj jedrnati ter so se razvili iz slovarjev. Tako je na primer terminološki slovar kot razširjeni slovar nekakšna prva stopnja razvoja slovarja v leksikon. Kot je bilo omenjeno, je leksikon za razliko od enciklopedije, ki je namenjena tudi rabi strokovnjakov, namenjen vsem uporabnikom.

## Leksikon inslovnica
Čeprav je z današnjega vidika leksikon (leksika, besedišče) razumljen kot celoten leksikalni inventar, ki obsega najrazličnejše informacije o jeziku, je v preteklosti izraz v prvi vrsti pomenil knjigo, slovar, ki vsebuje le najpomembnejše podatke o besedah (, 1755). Izraz leksikon uporabljamo tu še v generativnem smislu kot izbor leksikalnih enot in njihovih pomenov, ki obstaja ob slovnici kot samostojni del jezika. Sicer pa danes navadno s tem izrazom oznacujemo zbir besednih oblik v jeziku, ki so jim po možnosti pripisane tudi oblikoslovne vrednosti.
Izhodišče, po katerem je leksika v nasprotju s slovnico kot zbirom pravil za oblikovanje smiselnih in slovnično pravilnih stavkov, razumljena kot zbir leksikalnih enot (LE) in njihovih lastnosti, se je uveljavilo z jezikoslovno teorijo Noama Chomskyja (1965). Na tej podlagi generativna slovnica razume leksiko(n) kot neodvisno komponento jezika: kot zbir neregularnih enot, ki jih ni mogoče generirati z obstoječimi slovničnimi pravili. Po mnenju Chomskega po slovničnih pravilih tvorjene zveze ne morejo biti predmet leksikona, saj naj bi bil ta namenjen zgolj shranjevanju idiosinkratičnih enot (Noam Chomsky in Morris Halle: The Sound Pattern of English, 1968: 12). Kot taka je bila leksika za preučevanje človeškega jezika manj zanimiva in pojmovana kot obrobni jezikovni pojav. (Polona Gantar, (Slovenska) leksika med leksikonom in slovnico, Jezik in slovstvo, 53/5, sep.–okt. 2008, 19–35. Arhivirano 2009-01-13 na Wayback Machine.)

## Vrste leksikonov
Poznamo več vrst leksikonov:
Splošni leksikoni nam nudijo kratke informacije o vseh področjih, s katerimi pridemo, kot uporabniki, v stik (npr. Leksikon Cankarjeve založbe-Sova, Slovenski veliki leksikon...)
Tematski leksikoni pa nastajajo v posameznih strokah in pokrivajo ožja oz. zaključena znanstvena področja (npr. fizika, kemija, matematika, litaretura itd.)
Biografski leksikoni prinašajo življenjepise pomembnih oseb (znanstveniki, umetniki, kulturniki, politiki, športniki itd.), ki so že mrtve ali pa določeno obdobje njihovega življenja. Na Slovenskem je znan Slovenski biografski leksikon.
V jezikoslovju ali lingvistiki leksikon predstavlja slovar nekega jezika, ki razlaga besedišče tega jezika in omogoča razumevanje neznanih besed.
V Sloveniji izdani leksikoni:
- Slovenski biografski leksikon (1925-1991), 25 knjig in kazalo
- Novi Slovenski biografski leksikon (2013-)
- Krajevni leksikon Slovenije (1968-1980), 4 knjige
- Leksikon Cankarjeve založbe, CZ (1973, 1982, 1988), 1 knjiga
- Leksikoni Cankarjeve založbe za posamezna strokovna področja, CZ (1980-), več knjig; znani kot Sove
- Veliki splošni leksikon, DZS (1997-1998), 8 knjig in 2006 nova izdaja v 20 zvezkih
- Leksikon računalništva in informatike, Pasadena (2003) , 1 knjiga
- Slovenski veliki leksikon, Mladinska knjiga (2003-2005), 3 knjige
- Svetovni biografski leksikon (1994)
- Leksikon imen, Mohorjeva založba
- Matematični leksikon za nematematike
- Slovenski gledališki leksikon (1972), 3 knjige